# Лицей Жансон-де-Сайи
Лицей Жансо́н-де-Сайи́ (фр. Lycée Janson-de-Sailly) — самый большой государственный лицей в Париже, в котором учатся 3250 учеников и студентов и работает свыше 250 учителей. Находится в 16-м округе Парижа, по адресу Рю де ля Помп, д. 106 (106, rue de la Pompe) и занимает площадь 3,5 гектаров.
Помимо школьного образования, лицей также проводит «классы по подготовке в Большие школы».

## История лицея
Александр Жансон де Сальи (Сайи; 1782—1829), богатый парижский адвокат, обнаружив, что супруга ему изменяет, лишил её наследства и завещал своё богатство государству, с тем чтобы воздвигнуть на предварительно купленной площади лицей для молодых людей. В 1876 году, после долгих судебных процессов, вдова адвоката скончалась, и французское государство наконец получило сумму 2 600 000 старых золотых франков. По велению самого Жансона, ни одна женщина не должна была поступить в лицей. Но это не помешало лицею десять лет спустя открыть классы и для девочек.

## Знаменитые ученики
- Пьер Сувестр — журналист, писатель
- Марсель Аллен — журналист, писатель
- Ришар Антони — певец, музыкант
- Филипп Арьес — историк
- Жак Аттали – экономист, писатель и политический деятель
- Жан-Луи Борлоо — политический деятель
- Луи де Бройль — физик, лауреат Нобелевской премии
- Карла Бруни — модель, певица, первая леди Франции
- Рэй Вентура — музыкант
- Юсуф Вриони — переводчик, дипломат
- Жан Габен — актёр
- Пьер-Мари Галлуа — геополитик, генерал
- Ролан Гаррос — лётчик
- Саша Гитри — драматург, режиссёр, актёр
- Жюльен Грин — писатель
- Франсуа Д’Астье де ла Вижери — военачальник
- Пьер Данинос — писатель, журналист
- Серж Дассо — бизнесмен, политик
- Режи Дебре — писатель, социолог
- Хосе Джованни — писатель, кинорежиссёр
- Валери Жискар д’Эстен — политический деятель
- Лионель Жоспен — политик
- Захир-Шах — король Афганистана
- Николя Зурабишвили — композитор
- Эли Жозеф Картан — математик
- Пьер Клоссовски — писатель, художник, философ
- Рене Кревель — поэт-сюрреалист
- Клод Леви-Стросс — антрополог
- Мишель Лейрис — писатель
- Раймон Лефевр — писатель
- Шарль Маламуд — востоковед (индолог и санскритолог)
- Роже Мартен дю Гар — писатель, лауреат Нобелевской премии
- Леннарт Мери — политик
- Морис Мерло-Понти — философ
- Робер Мерль — писатель
- Поль Мизраки — писатель, композитор
- Оскар Милош — поэт
- Фредерик Миттеран — политический деятель
- Анри де Монтерлан — писатель
- Филипп Нуаре — актёр
- Жермен Нуво — поэт
- Жан Батист Перрен — физик, лауреат Нобелевской премии
- Леон Поляков — историк
- Матье Рикар — буддийский монах, писатель, переводчик
- Реймон Руссель — писатель
- Джордж Стайнер — писатель, литературный критик
- Престон Стёрджес — кинорежиссёр
- Жерар Ури — кинорежиссёр
- Эдгар Фор — политический деятель
- Лоран Фабиус — политический деятель
- Франсуа Фюре — историк
- Морис Шуман — политик